# Madame Baptiste
Madame Baptiste est une nouvelle de Guy de Maupassant, parue en 1882.

## Historique
Madame Baptiste est initialement publiée dans la revue Gil Blas du 28 novembre 1882, sous le pseudonyme Maufrigneuse, puis dans le recueil Mademoiselle Fifi.

## Résumé
Le narrateur, qui a deux heures d'attente avant de prendre son train, décide, pour s'occuper, de suivre un cortège funèbre qui l’intrigue parce qu’il ne comporte aucun prêtre, aucun symbole religieux. Il apprend, par l’un des hommes qui suit le cortège, l’histoire de la défunte, Melle Fontanelle. Celle-ci, violée à l’âge de onze ans par un valet, nommé Baptiste, fut traitée comme un phénomène, un monstre, une intouchable par les enfants et par les adultes de son village. On la nommait, par dérision, « Madame Baptiste » du nom de son violeur, lequel fut condamné aux travaux forcés à perpétuité.
Un jour, un brave homme, M. Paul Hamot, secrétaire particulier du préfet, la demande en mariage et brave l'opinion publique pour lui redonner une place dans la société. Bientôt, Mme Hamot attend un heureux événement, qui participe à son heureuse intégration sociale dans son village.
Mais lors d’une fête patronale marquée par un concours d’orphéon, où l’assistance est nombreuse, au moment où M. Hamot décerne une médaille de deuxième classe au chef de musique d’un bourg voisin, celui-ci, furieux de n’avoir pas la médaille de première classe, la lui jette au visage en criant : « Tu peux la garder pour Baptiste, ta médaille ». Cette mention du nom de Baptiste réveille aussitôt la méchanceté et la bêtise populaire, ce qui terrasse Mme Hamot et la plonge dans le désespoir. Alors que le couple rentre chez lui, Mme Hamot se jette d’un pont dans la rivière.

## Situation d'énonciation, structure narrative et étude des rythmes
Le texte ne suit pas un schéma narratif habituel. C'est un récit enchâssé car nous avons une histoire dans une histoire. Au début du récit, le narrateur est dans une gare et décide de suivre un cortège funèbre. Ce moment n'est qu'un passage car on découvre vite un autre personnage qui lui fait une analepse, puisqu'il nous raconte la vie de Melle Fontanelle, une jeune femme qui a été violée dans son enfance. Puis on retourne dans le présent quand le cortège franchit la porte du cimetière.

## Thèmes et registres
Ce registre relève du registre pathétique car dans cette nouvelle, on parle du viol d'une jeune fille décrit avec beaucoup de souffrance. À cause de cela, les villageois se moquent d'elle : « Les gamins poussaient des cris de coqs, de grands rires éclataient de place en place ». 
Le thème général de cette nouvelle est la souffrance et la tristesse : il est question du décès d'une jeune fille.

## Adaptation
Madame Baptiste est un téléfilm réalisé en 1974 par Claude Santelli, d'après une nouvelle de Guy de Maupassant, avec Isabelle Huppert (Blanche Fontanelle), Francine Bergé (la mère), Roger Van Hool (Raoul Auburtin), Jean-Marc Bory (le père), Christian Bouillette (Baptiste).

## Éditions
- Madame Baptiste, Maupassant, contes et nouvelles, texte établi et annoté par Louis Forestier, Bibliothèque de la Pléiade, éditions Gallimard, 1974  (ISBN 978 2 07 010805 3).